# Рысин, Хайм Михайлович
Хайм (Ефим) Рысин (латыш. Haims Risins; 10 августа 1911 — 11 августа 1998) — латвийский художник по металлу. Народный художник Латвийской ССР (1975).

## Биография
Хайм Рысин родился 10 августа 1911 года в местечке Посинь Витебской губернии Российской империи (ныне Зилупский край Латвии).
Учился в Рижской студии ювелирной фирмы «Л. Розенталь». Окончил Рижскую вечернюю еврейскую школу, частным образом брал уроки вокала (тенор) у профессора Латвийской консерватории А. Г. Жеребцовой-Андреевой.
Работал в ювелирной фирме «Л. Розенталь» (1926—1929), в ювелирной мастерской «Рутковский и Майер» (1929—1936), в созданной им совместно с Р. Крастсом и А. Найкой ювелирной мастерской «Ригас судрабс» (1936—1939). В 1940—1941 был солистом Латвийского радиофона.
В годы Великой Отечественной войны находился в эвакуации в Ташкенте, работал в военной промышленности. С 1945 года мастер художественной обработки металла на рижском комбинате «Максла».
Член Союза художников Латвии (с 1946). Народный художник Латвийской ССР (1975).

## Творчество
До войны работал главным образом в малых формах с серебром: церковная утварь для Домского собора в Риге, заказы различных организаций и частных лиц (кубки, подсвечники, сервизы, чернильные приборы, оправы для хрустальных сосудов).
Участвовал в проектировании и декоративной отделке около сорока интерьеров и фасадов, в том числе: девяти станций метро в Москве («Баррикадная», «Тургеневская», «Китай-город», «Октябрьское Поле», «Варшавская», «Новослободская» и др.), трёх — в Ленинграде, «Чиланзар» — в Ташкенте, зал Кремлёвского дворца съездов, пионерского лагеря «Артек» в Крыму, высотного здания Латвийской академии наук. С 1982 года полностью возвратился к малым формам (кубки, вазы, подсвечники, сервизы), демонстрировал виртуозное владение всеми техниками обработки металлов и способность воплощать в металле разные творческие идеи.
Персональные выставки Х. Рысина проходили в Риге (1986, 1991 и 1993). Работы хранятся в музее декоративно-прикладного искусства (Рига), Третьяковской галерее (Москва), в частных коллекциях (Латвия, Россия, Германия, Франция, США).
Автор книги «Металл и душа: Художник о своей жизни» (1997).

## Награды и звания
- Медаль «За трудовое отличие» (3 января 1956)
- Народный художник Латвийской ССР (1975)